# Copule dans les langues romanes
Alors que plusieurs langues romanes ne disposent que d'un seul verbe être, l'italien, l'espagnol, le portugais, le catalan, le galicien en possèdent deux, l'une provenant du latin esse (« être »), pour désigner un état durable, et l'autre du latin stare (« être debout ») pour un état momentané.
Cette nuance a permis l'apparition d'adjectifs n'ayant pas le même sens selon la particule avec laquelle ils sont employés.

## Ser
On utilise « ser » pour une description physique, un trait de personnalité, une profession, une nationalité, etc. On l'utilise aussi pour la date, les jours, le temps, pour exprimer la matière ou pour exprimer une possession.

## Estar
On l'utilise pour un état passager comme une humeur ou un trait de caractère, mais aussi un sentiment et une condition physique, pour la localisation d'une personne ou d'une chose ainsi que pour la construction de verbes progressifs en espagnol.

## Conjugaison
|                         | Espagnol                   | Espagnol                              | Italien                     | Italien                          | Portugais               | Portugais                             | Catalan                | Catalan                            |
| Infinitif               | ser                        | estar                                 | essere                      | stare                            | ser                     | estar                                 | ser, ésser             | estar                              |
| Indicatif présent       | soy eres es somos sois son | estoy estás está estamos estáis están | sono sei è siamo siete sono | sto stai sta stiamo state stanno | sou és é somos sois são | estou estás está estamos estais estão | sóc ets és som sou són | estic estàs està estem esteu estan |
| Subjonctif présent      | sea                        | esté                                  | sia                         | stia                             | seja                    | esteja                                | sigui                  | estigui                            |
| Prétérit                | fui                        | estuve                                | fui                         | stetti                           | fui                     | estive                                | fui (inusité)          | estiguí (inusité)                  |
| Imparfait               | era                        | estaba                                | ero                         | stavo                            | era                     | estava                                | era                    | estava                             |
| Futur                   | seré                       | estaré                                | sarò                        | starò                            | serei                   | estarei                               | seré                   | estaré                             |
| Participe passé / Supin | sido                       | estado                                | stato (emprunt)             | stato                            | sido                    | estado                                | sigut (dialectal)      | estat                              |